# Schloss Hohenwarth

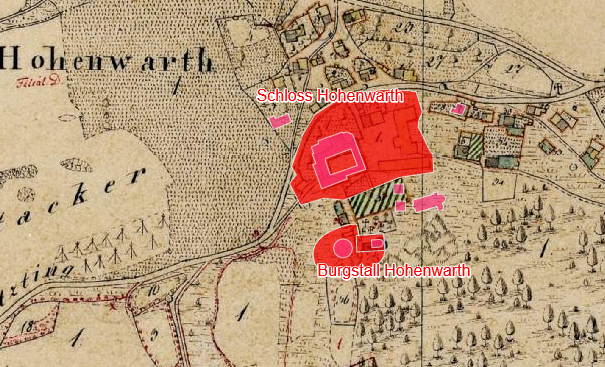
Lageplan von Schloss Hohenwarth auf dem Urkataster von Bayern

Das Schloss Hohenwarth befindet sich in der gleichnamigen Oberpfälzer Gemeinde Hohenwarth im Landkreis Cham von Bayern (Schloßgasse 1). Es ist unter der Aktennummer D-3-72-135-7 als Baudenkmal verzeichnet. „Archäologische Befunde des Mittelalters und der frühen Neuzeit im Bereich des ehemaligen Schlosses von Hohenwarth, darunter die Spuren von Vorgängerbauten bzw. älteren Bauphasen“ werden zudem als Bodendenkmal unter der Aktennummer D-3-6743-0078 geführt.

## Geschichte
Ende des 12. Jahrhunderts sind Ministeriale der Markgrafen von Cham überliefert, die sich nach Hohenwarth nennen. Um 1180 werden in einer Urkunde des Klosters Reichenbach ein Meginhard und sein Bruder Konrad von Hohenwarth anlässlich eines Gütertausches erwähnt. Ein namensgleiches Geschlecht, das gleichzeitig in Kötzting auftritt, dürfte ein Familienzweig dieser Hohenwarther gewesen sind (auch der Meginhard und der Konrad nannten sich bisweilen von Kötzting und Dangelsdorf). 1205 und 1221 erscheint ein Pertoldus de Hohenwarte, der auch mit den Grafenwiesenern verwandt war. Familienmitgliedern der Hohenwarter stiegen auch zu Pröpsten des Klosters Rott auf. Bis in die erste Hälfte des 15. Jahrhunderts ist diese Familie im Besitz von Hohenwarth. 1418 stirbt Hans Hohenwarter als letzter seiner Familie. Aber bereits 1409 findet sich ein Andre Zennger zu Hohenwarth. Anfang des 15. Jahrhunderts sind die Hohenwarther auf Schloss Grafenwiesen nachzuweisen, sie scheinen damals ihre Stammburg in Hohenwarth verloren zu haben.
1414 verleiht der Abt von Kloster Rott die vest Hochenwarth dem Wigileis von Hoff († 1455), d. h. Hohenwarth war ein Lehen dieses Klosters. 1432 ist Hans Poyßl zu Miltach Inhaber des Lehens. 1455 hat Barbara Lämmlin Hohenwarth als Lehen empfangen († 1470). Im ausgehenden 15. Jahrhundert erscheint Hohenwarth als Hofmark in den Händen der Notthafft von Wernberg auf Runding. Diesen gelingt es, die Klosterhoheit abzuschütteln und Hohenwarth als freies Eigen zu erhalten. 1549 erwirbt Ludwig von Eyb die überschuldete Hofmark mit weiteren Gütern der Notthafft. Unter dem Ludwig von Eyb entsteht 1589 die alte Kirche (Schlosskapelle) von Hohenwarth (im 19. Jahrhundert zum Großteil abgerissen, davon erhalten ist nur mehr der Chor). Am 8. Oktober 1612 gibt der Abt von Rott dem Hans Sigmund Kädinger von Schönhöring Hohenwarth als Lehen, das er aus den Händen der Eyb gekauft hat. In dieser Zeit konnte das Kloster nach einem Rechtsstreit seine Lehensoberheit wiederherstellen und die Eybs verkaufen vielleicht deshalb Hohenwarth 1612 an den Hans Sigmund Kädinger. Bereits 1615 wird die Herrschaft an Hans Georg Reittorner von Schöllnach weiter veräußert. Als nächste sind hier die Gembels (1686–1689) nachzuweisen, die auf dem Erbweg an Hohenwarth kamen. 1689 kaufen die Poyßl die Hofmark und versuchen ebenfalls, die Lehenshoheit durch das Kloster Rott abzustreiten. 1693 tritt dann Friedrich Wilhelm von Pelkoven die Besitznachfolge an. Schon 1694 erlangen wieder die Poyßl die Hofmark durch Kauf. 1807 überlässt Marianne von Poißl die Hofmark ihrem Neffen Emanuel Freiherrn von Hafenbrädl.
Im Zuge der Säkularisation wird das frühere Mann- und Weiberlehen Hohenwarth allodifiziert. 1820 wird dem Hafenbrändl die Errichtung eines Patrimonialgerichts II. Klasse gestattet. 1829 entzieht ihm die Regierung die Jurisdiktion. Nach 1848 geht das Schloss in die bürgerlichen Hände der Kötztinger Brauerfamilie Schrank über. Heute ist es im Besitz der Familie Vogl und wird als Schlossbräugaststätte genutzt. Die Brauerei wurde 1969 aufgegeben.

## Schloss Hohenwarth einst und jetzt
Der Name Hohenwarth leitet sich von einem Wachturm am Wachsteinfelsen an, der das Tal des Weißen Regen östlich von Kötzting überwachte. Dieser ist heute nur mehr als Burgstall erhalten. Im 14. Jahrhundert wird ein Neubau der Anlage gemutmaßt. Der nach allen Seiten abfallende Felsklotz bietet auch heute noch eine umfassende Rundsicht. Nach Süden sichert ihn ein in den Fels geschlagener Graben. Ein eingehauener Zugang besteht auf der Westseite.

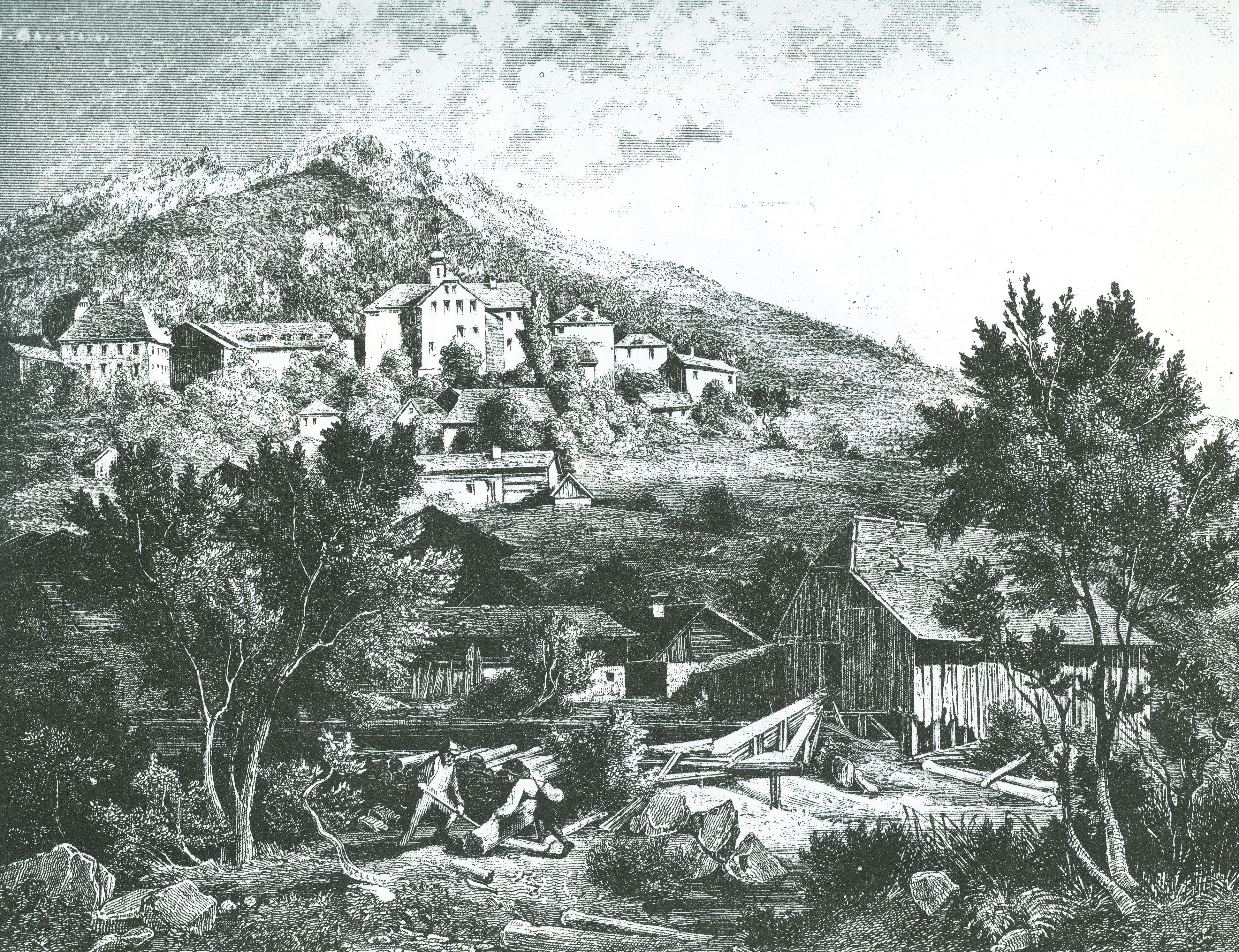
Schloss Hohenwarth nach einem Stich von Johann Poppel von 1846

Mitte des 15. Jahrhunderts wurde aus dem Wachtturm zu Hohenwarth eine Burg, diese scheint bereits um 1550 eine Ruine geworden zu sein, im Hofmarksverzeichnis von 1558 heißt es dazu ain öd Burrkhstall. In der Landkarte des Philipp Apian von 1568 ist Hohenwarth zwar als eine Anlage mit Treppengiebel, Ringmauer und einem Turm eingezeichnet, in seiner Beschreibung spricht er aber von Hochnwarth ... arcis ruinae in colle. Im Jahr 1570 entsteht in der Nähe des alten Schlosses ein neues Schloss. Es lag vermutlich da, wo heute Friedhof und Pfarrkirche sind. Den Dreißigjährigen Krieg hat das Schloss unbeschadet überstanden, aber 1647 hat ein Brand hatte das Eybsche Schloss eingeäschert. In der Folge entsteht das heutige Schloss, erbaut etwa 1650–1655 durch Johann Franz Reittorner. An dem Bau befindet sich auch die Jahreszahl 1763, die auf entsprechende Umbauten auch in dieser Zeit hinweist.
Das unter Denkmalschutz stehende ehemalige Schloss ist eine zwei- bis dreigeschossige Vierflügelanlage über einem unregelmäßigen Grundriss mit Walmdächern und rundbogigen Toreinfahrten im West- und Ostflügel. Der Mittelteil des Nordflügels springt markant hervor. Im Kern ist das Gebäude mittelalterlich, es wurde aber im 17. und 18. Jahrhundert sowie in der Neuzeit verändert. Das Innere ist durch andere Nutzungen weitestgehend verändert worden.